# رود داگ
رود داگ (انگلیسی: Road Dogg؛ زادهٔ ۲۰ مهٔ ۱۹۶۹) کشتی‌گیر کشتی حرفه‌ای اهل ایالات متحده آمریکا است.
وی همچنین برندهٔ جوایزی همچون تالار شهرت دبلیو دبلیو ای شده‌است.
گروه دی جنریشن اکس به عضویت ایکس پک ، چاینا ، بیلی گان و رود داگ و شاون مایکلز و تریپل اچ رسما به عنوان اولین هال آف فیمرهای سال 2019 معرفی شدند